# فرودگاه نروژ
 فرودگاه نروژ (به انگلیسی: Norway Airport) یک فرودگاه خصوصی است که یک باند فرود چمن و شن دارد و طول باند آن ۶۷۰ متر است. این فرودگاه در شهر نروژ، اورگن کشور ایالات متحده آمریکا قرار دارد و در ارتفاع ۷ متری از سطح دریا واقع شده است.